# Boquitas pintadas
Boquitas pintadas es una obra del escritor argentino Manuel Puig, publicada en 1969. Tiene un formato de folletín en 16 entregas. Fue llevada al cine por el director argentino Leopoldo Torre Nilsson en 1974.
La novela cuenta la historia del donjuán Juan Carlos Etchepare, vinculado, fundamentalmente, con tres mujeres: Nené, una humilde muchacha que está verdaderamente enamorada de él; Mabel, una chica con pretensiones de gente bien que es tan infiel como lo es Juan Carlos; y la viuda Di Carlo, mal vista por los rumores de que no respeta su viudez. Al mismo tiempo, se entrelazan las historias de la hermana de Juan Carlos, Celina (una soltera empedernida) y Pancho y la Rabadilla, entre otros. Cuando Juan Carlos debe internarse en Córdoba porque ha contraído tuberculosis, comienza una formidable exposición de las relaciones humanas y el valor de los lazos afectivos contra la impunidad de los vínculos establecidos por el deseo. Toda la novela está contada a través de diálogos directos, cartas, diarios íntimos, expedientes y publicaciones, habiendo un mínimo de narración convencional.
El título de la novela procede de la letra del foxtrot de Gardel y Le Pera Rubias de New York. Cada entrega está encabezada por epígrafe -extraído de un tango o de un bolero- que se vincula con el contenido del capítulo.

## Narración
Una característica de la novela es cómo se lleva a cabo la narración. Si bien en algunas entregas aparece la figura del narrador, el lector percibe el argumento de una variedad de fuentes como diálogos, noticias de periódico o cartas (estilo epistolar), siendo cada entrega una experiencia de lectura distinta.
Cuando algún personaje es el interlocutor, suele evidenciar su personalidad, amores y odios; algunos elementos del argumento principal terminan escondidos detrás de la subjetividad del personaje por lo que queda en manos del lector reconstruir todos los hechos del relato.
La novela esta narrada en dos capítulos: Boquitas pintadas de rojo carmesí y Boquitas pintadas azules, violáceas, negras.

## Versión cinematográfica
Leopoldo Torre Nilsson estrenó en 1974 una versión cinematográfica de la novela. El guion está firmado por el director y el propio Manuel Puig y entre los actores principales figuran Cipe Lincovsky, Alfredo Alcón, Luisina Brando,  Leonor Manso y Marta González.

## Versión teatral
En el año 1997, Oscar Aráiz y Renata Schussheim dirigieron una versión teatral combinando la actuación y la danza. Estrenada en el teatro San Martín, permaneció hasta marzo de 1998.